# Igor Gniecki
Igor Gniecki (16 de abril de 2002) é um voleibolista profissional polonês, jogador posição levantador. 

## Clubes
| Anos                      | Clube                             |
| ------------------------- | --------------------------------- |
| 2018—2021                 | Eco-Team AZS Stoelzle Częstochowa |
| 2019—2021                 | SMS PZPS Spała                    |
| 2021—2022 (de 08.10.2021) | LUK Lublin                        |
| 2022—                     | TSV Jona                          |

## Títulos
Clubes
Campeonato Polônia Sub-19:
- 2019

Seleção principal
Campeonato Mundial Sub-21:
- 2021

## Premiações individuais
- 2021: Melhor levantador da Campeonato Polônia Sub-21